# Žiškovec
Žiškovec is een plaats in de gemeente Čakovec in de Kroatische provincie Međimurje. De plaats telt 561 inwoners (2001).